# Whippany (Nova Jérsei)

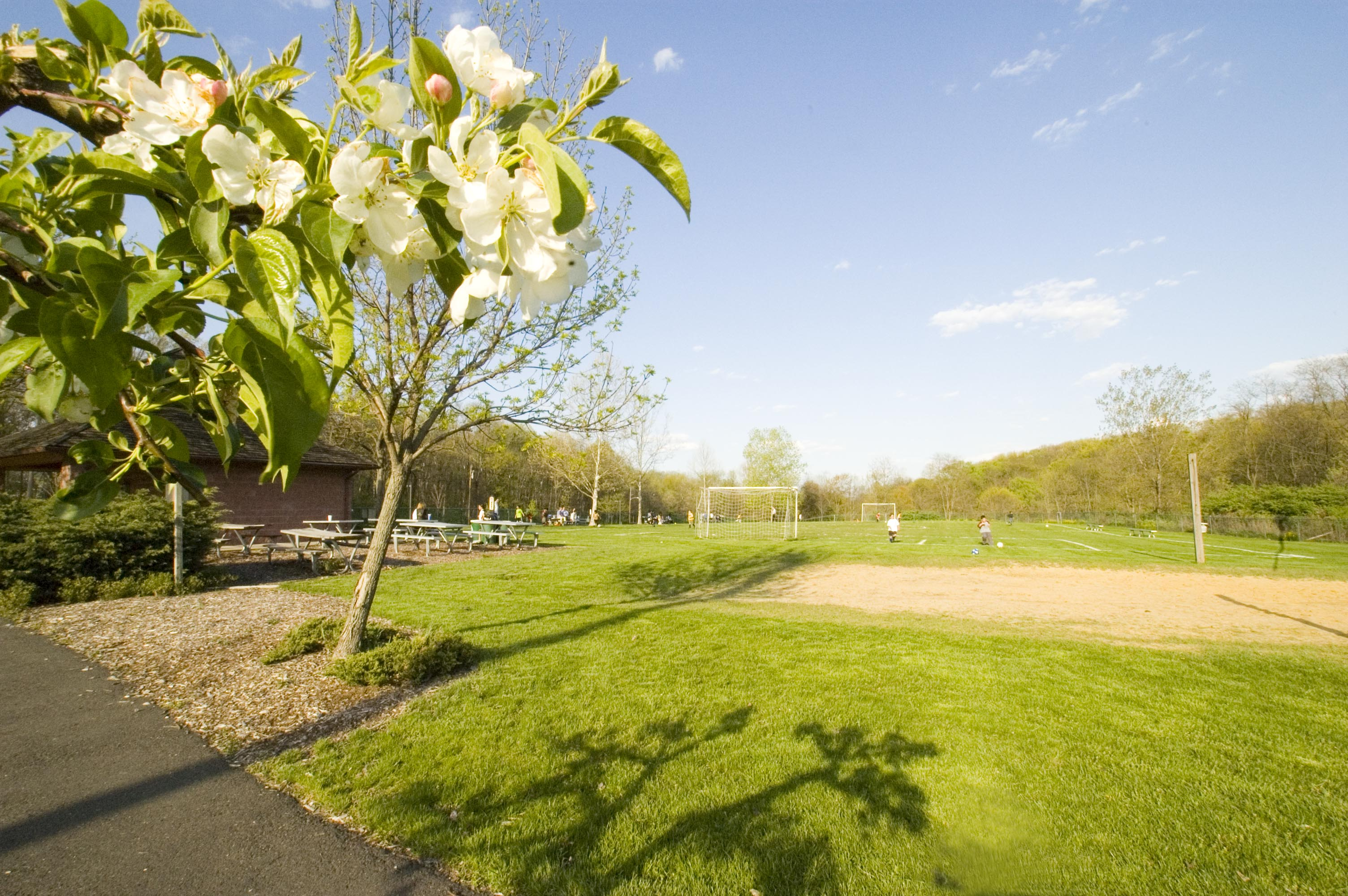
Central Park em Whippany, Nova Jersey, localizado em Eden Lane e South Jefferson Road.

Whippany é uma área não-incorporada localizada dentro de Hanover no Condado de Morris, Nova Jérsei. Cedar Knolls é outra é uma área não-incorporada dentro de Hanover Township. o nome Whippany é derivado dos americanos nativos Whippanong, uma tribo, uma vez que habitaram a região. Whippanong significa "lugar do Salgueiros", nomeado para as árvores plantadas ao longo das margens do Rio Whippany.

## Educação
Aqui se localiza o Parque Whippany High School, uma escola de Ensino Médio.
Nossa Senhora da Academia de Mercês é uma escola católica que opera sob a égide da Diocese de Paterson.

## Organizações Notáveis
JE Ashworth & Sons operou uma manta de moinho de lã.
O Museu Ferroviário Whippany está lá, na área central.